# Tethrippon

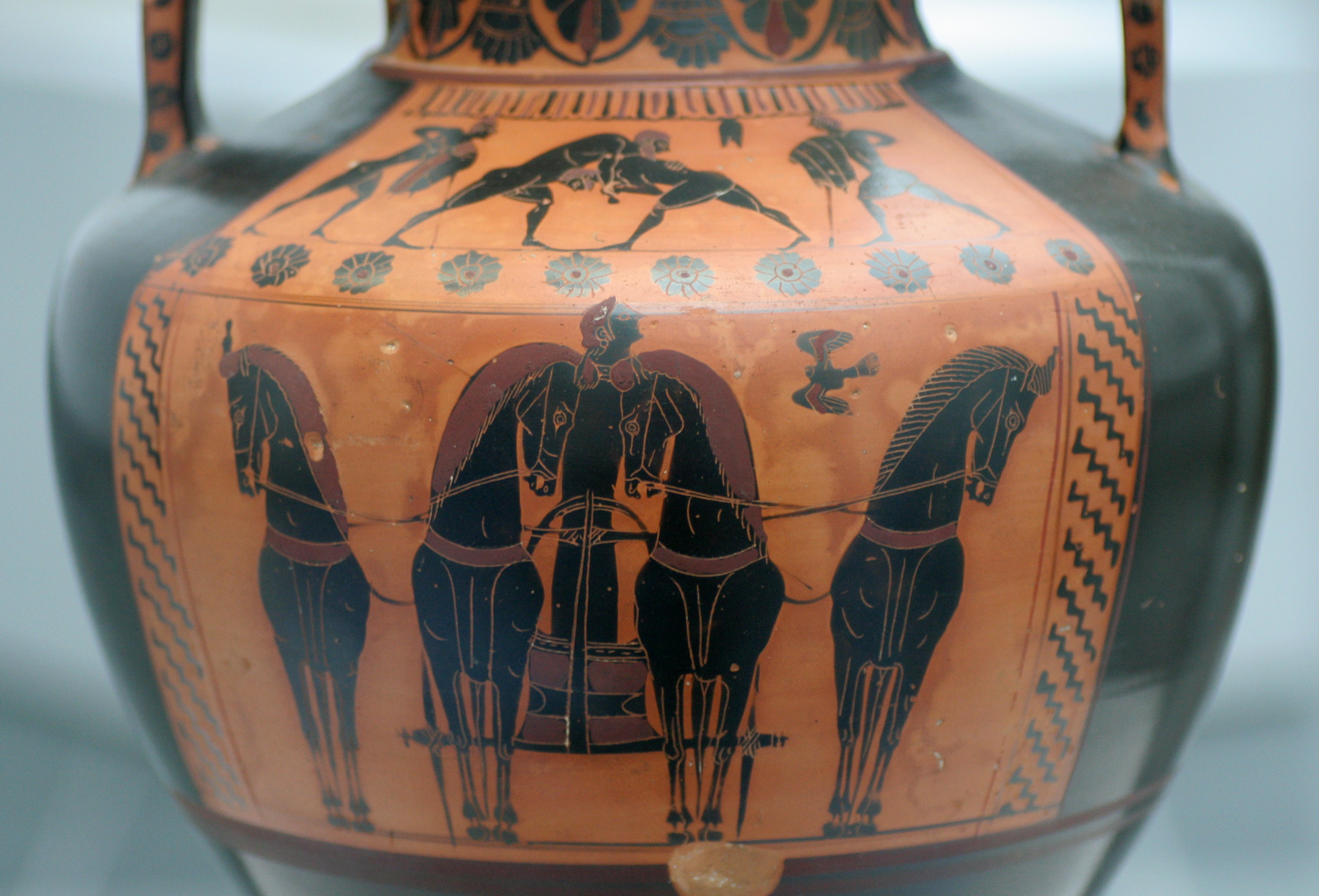
Vozataj na dvoukolovém voze se čtyřspřežím, černofigurová amfora, cca 540 před Kr.

Závody dvoukolových vozů se čtyřspřežím nebo také tethrippon ( starořecky τέθριππον–tethrippon) byly soutěžní jezdeckou disciplínou v starověkém Řecku. 
Závody na vozech se ve starověkém Řecku vyvinuly pravděpodobně z výcviku pro vojenské účely. Koně se původně používaly pouze na tahání vozů a nikoli na ježdění. Bojové vozy se používaly více v mykénském období a na konci temného období jen velmi málo. Kolem roku 700 před Kr. byly již zastaralé a v období válek s Perskou říší se používaly pouze pro sportovní účely. Závodilo se s nimi již od nejstarších dob na Panhelénských slavnostech. Závody dvoukolových vozů tažených čtyřmi koňmi byly podle tradice zavedeny na olympijských hrách v roce 680 př. n. l.
Dvoukolový závodní vůz byl ze dřeva a podobal se vojenskému, ale odlišoval se od něj hlavně lehkostí. Oj a osu měl zpravidla z olše, podvozek a kola z jasanu, pouze ložiska byla z bronzu. Nad osou měl rám se stupačkou pro vozataje a na něm byla připevněna korba, vzadu otevřená. Vozataj na voze stál a měl na sobě dlouhý bílý chitón. V jedné ruce držel dlouhý prut a v druhé otěže.
Závodilo se na hipodromu (hippodromos). O hipodromu z před římského období je známo jen málo. Starší hipodromy byly pravděpodobně jen upravené tratě, vedle nichž lze stály nějaké stavby, odkud závody sledovali významnější diváci. Závody vozů a koní byly obvykle na slavnostech nejprestižnější ze všech atletických soutěží. V Olympii se závodilo na dvanáct okruhů. Jeden okruh měřil přibližně 823–914 m. Vychází se přitom z Pindarových výrazů dodekandromos (12 tratí, nebo okruhů) a dodekagnamptos (dvanáct obrátek), které zazněly v jeho básních při popisu závodů a v úvahu se vzaly hlavně rozměry Koňského náměstí v Istanbulu, bývalého hippodromu, místa, kde byzantští císaři organizovali jezdecké závody. Délka trati byla tak při závodech na vozech přibližně 13,5 km.

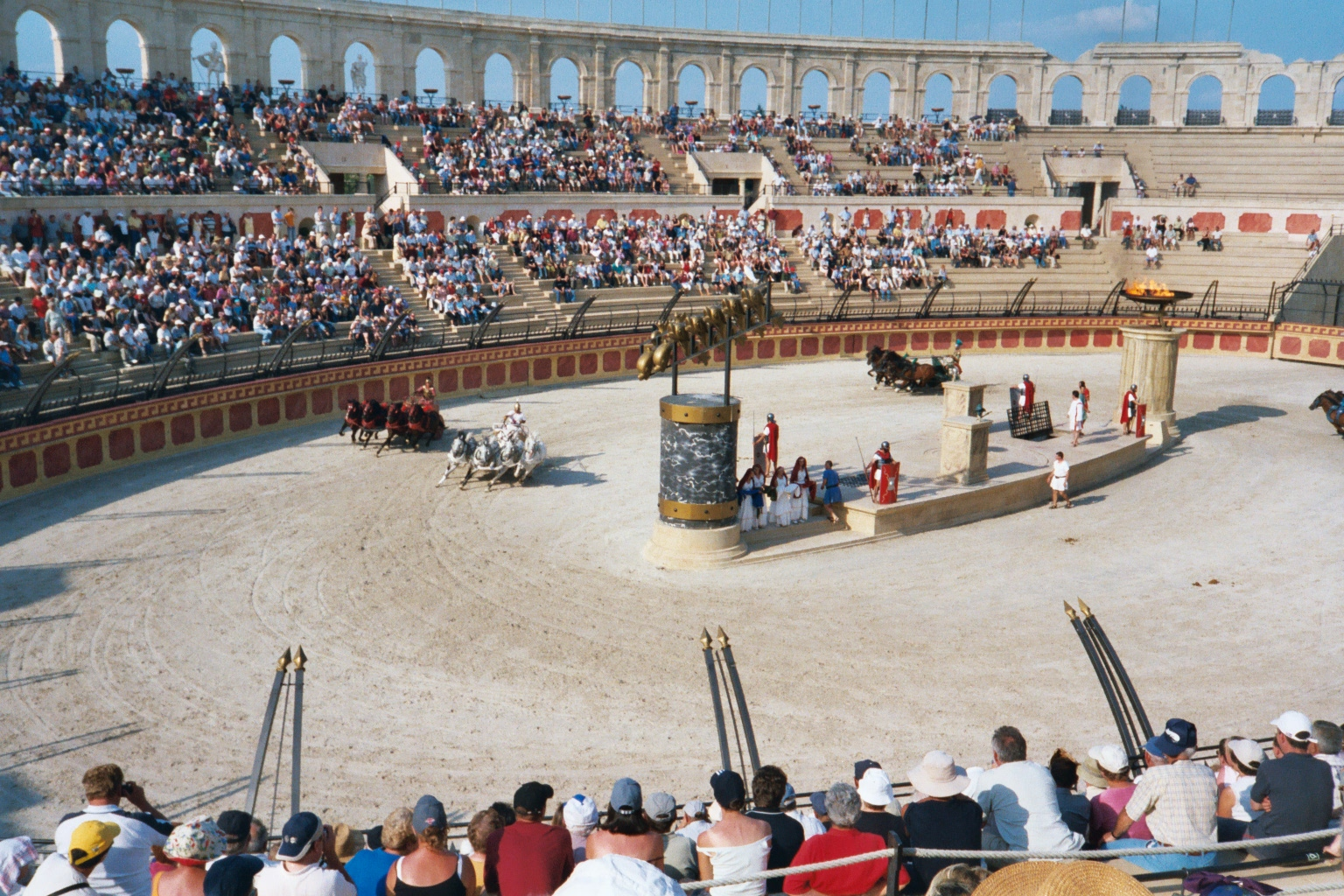
Závody dvoukolových vozů se čtyřspřežím v zábavním parku Puy du Fou

Vozataj čtyřspřeží vedl koně po rovině hipodromu ve vyrovnané řadě a krátce před obrátkou, která byla vždy levosměrná, zešikmil linii koní tak, že vnější předjížděl vnitřního o celou délku těla. Při obrátkách také docházelo k nejčastějším nehodám. V Olympii se věřilo, že nehody na hipodromu způsobuje démon Taraxippos, známý jako "strašák koní" a proto mu tam postavili na usmířenou oltář. I přes toto "opatření" se stalo například na 80. hrách v roce 460 př. n. l., že závod dokončil jen jeden z 41 startujících vozů. Hrdinou tohoto závodu byl vozataj Karrotos z Kyrény, který na voze krále Arkesilaa IV. unikl cestou do cíle nejméně devíti hromadným haváriím. Na vozataje se kladly vysoké nároky: musel dokonale ovládat techniku a taktiku jízdy, musel být stejně smělý jako obratný a psychicky odolný. Olympijský věnec si ale odnesl vždy jen majitel vítězného vozu a nikoli vozataj. Koně i sportovní vozy vlastnili ve starověkém Řecku jen bohatí občané a proto byly závody dvoukolových vozů se čtyřspřežím jen "sportem aristokratů."
Hippodrom se nacházel pravděpodobně jižně od stadionu, v rovině řeky Alfeios. Starověký autor Pausaniás uvádí, že Hippodrom ležel nedaleko od budovy hellanodiků. Na začátku hippodromu bylo zařízení, odkud se koně vypouštěli při startu. Byla to ohrada, která měla podobu lodní přídě se špicí obrácenou do tratě. Vzadu, kde přiléhala k Agnatovu sloupořadí byla široká a vpředu, kde se zužovala do špice, byl k tyči upevněn kovový delfín. Každá strana ohrady se rozprostírala do šířky více než čtyři sta kroků a byly při ní ohraničené prostory, které se závodníkům přidělovaly losem. Před vozy nebo koňmi byla závora, kterou tvořil napnutý provaz. Uprostřed přídě byl obílený oltář z nepálených cihel, zvlášť postavený na každé hry, a na něm byl kovový orel se široce roztaženými křídly. V oltáři byl zřízenec, který uváděl do pohybu zařízení při startu. Když uvedl toto zařízení do pohybu, orel vystoupil do výšky a delfín klesl k zemi. Nato se spustily závory, nejprve ty, které byly nejblíže k oběma stranám Agnatova sloupořadí, takže koně, co stáli za nimi vyběhli první. Když doběhli do jedné linie s těmi, co stáli podle losu v druhé řadě odzadu, padla závora i před nimi. Tak to pokračovalo, dokud se všichni navzájem v běhu nevyrovnali na špici. Od tohoto místa už mohli vozatajové ukázat svou obratnost a koně rychlost.
Vynálezcem tohoto startovacího zařízení byl Athéňan Kleitas, který byl údajně tak pyšný na svůj vynález, že dal na sochu v Athénách vytesat nápis: "První, kdo v Olympii kdy dal ohradu koní zřídit, Kleitas Aristokleův, ten vytvořil i mě."